# Североисток (САД)
Североисток (енгл. Northeastern United States) је регион у САД.

## Савезне државе
- Мејн
- Њу Хемпшир
- Вермонт
- Масачусетс
- Роуд Ајланд
- Конетикат
- Њујорк
- Њу Џерзи
- Пенсилванија